# Commodore International

Original-Logo (1962–1984)

Commodore International war ein US-amerikanisches Unternehmen mit Sitz in West Chester (Pennsylvania). Die Firma stellte zunächst Schreibmaschinen, Addiermaschinen und Taschenrechner her, jedoch ohne großen kommerziellen Erfolg. In den 1980er und frühen 1990er Jahren gelang dann mit Computern wie dem PET, dem VC 20, dem Commodore 64 und dem Commodore Amiga der Durchbruch, womit die Firma in dieser Zeit den Markt für Heimcomputer beherrschte. Darüber hinaus war es Anfang der 1980er Jahre auch Marktführer bei ersten kommerziellen Anwendungen von Mikrocomputern in Ausbildung, Forschung, Fertigung und Büro. Das Unternehmen ging am 29. April 1994 in Insolvenz.

## Geschichte

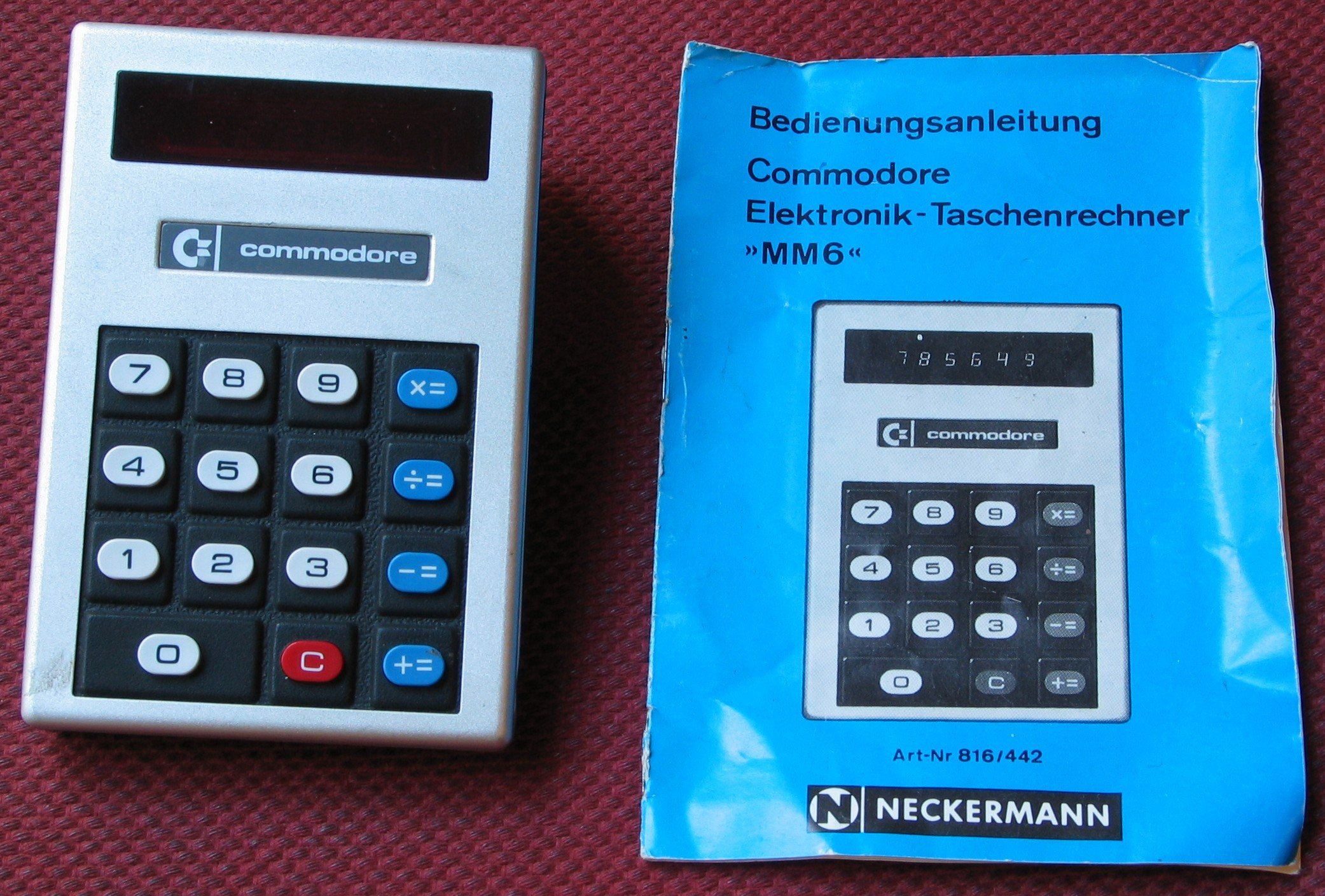
Commodore MM6

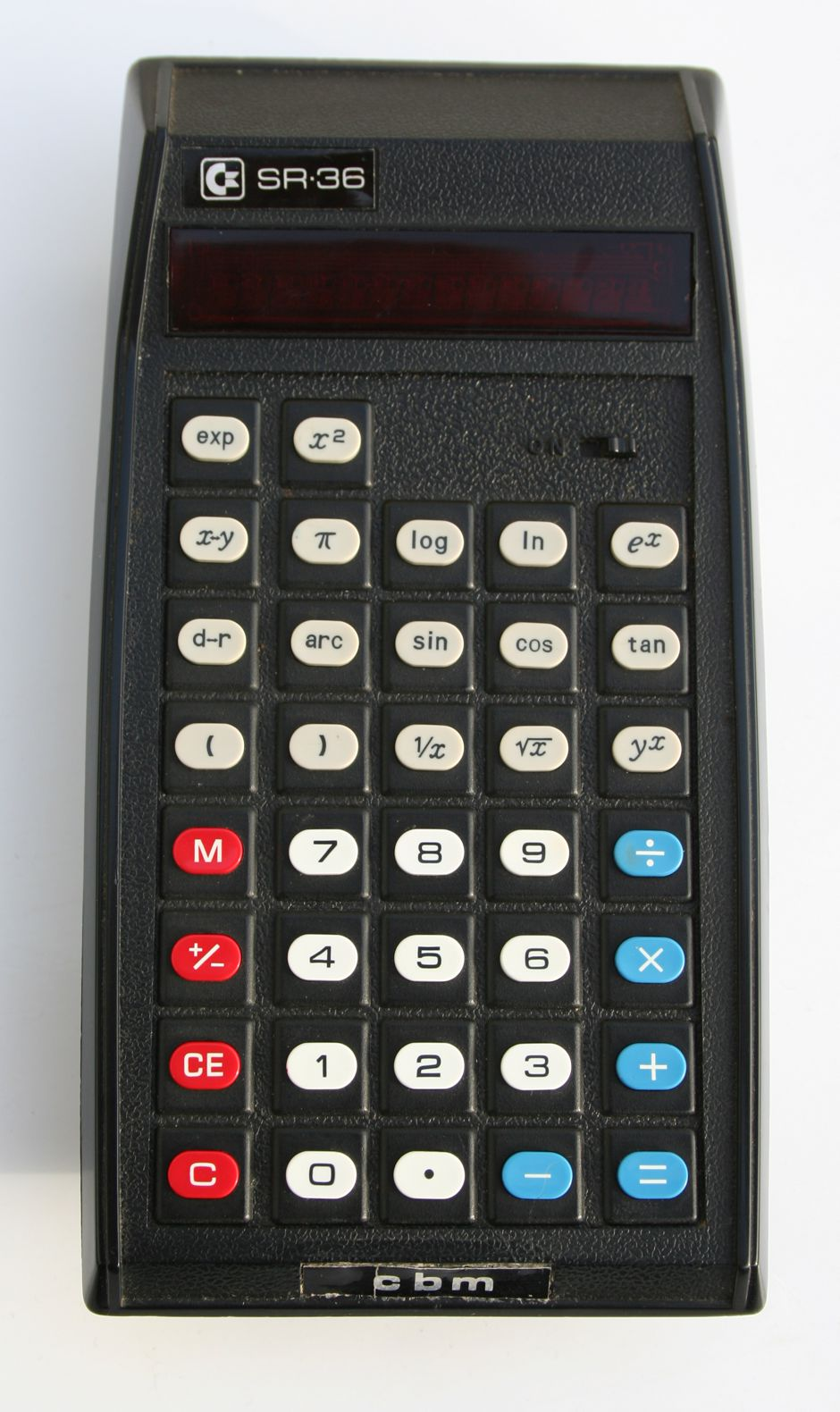
Commodore SR36 von 1974

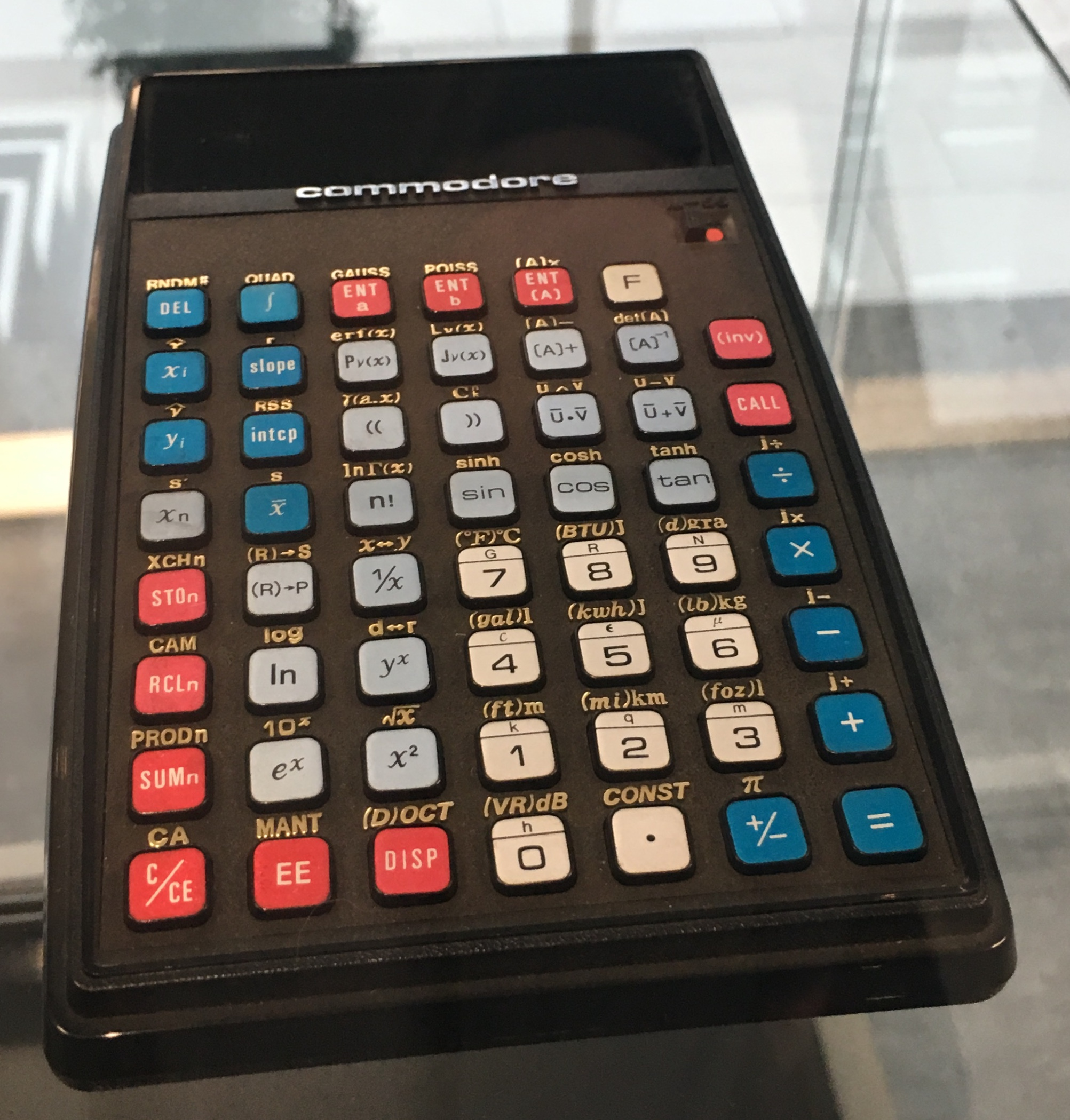
Commodore-S61-Taschenrechner

Das Unternehmen wurde 1954 von Jack Tramiel in Toronto gegründet und stellte zunächst Schreibmaschinen her.
Die Sage, dass Tramiel einen klangvollen Begriff aus der Marine-Welt suchte und ihm in Berlin ein Auto vom Typ Opel Commodore auffiel, dessen Name er dann übernahm, kann nicht stimmen, da dieses Auto erst 1967 auf den Markt kam; das Detail mit dem Marine-Begriff könnte aber trotzdem zutreffen. Dennoch behauptet auch Jack Tramiel in Interviews selbst, den Namen auf einem Auto in Berlin gelesen zu haben. Zu dieser Zeit hielten sich viele Amerikaner in Berlin auf, die sicher zahlreiche amerikanische Fahrzeuge mitbrachten. Aus diesem Grund könnte es sich um den Hudson Commodore gehandelt haben, der ab 1941 in Detroit gebaut wurde.
Als in den späten 1950er Jahren eine Welle von günstigen japanischen Schreibmaschinen auf den Markt kam, stieg Tramiel mit seinem Unternehmen auf mechanische Addiermaschinen um.
1962 wandelte sich das Unternehmen unter dem Namen Commodore Business Machines (CBM) in eine Körperschaft um. Einige Jahre später drohte sich die Geschichte aus den 1950ern zu wiederholen, als japanische Unternehmen begannen, selbst Addiermaschinen herzustellen. Der Hauptinvestor des Unternehmens, Irving Gould, schlug Tramiel vor, nach Japan zu reisen, um die Wettbewerbsfähigkeit der japanischen Unternehmen zu prüfen. Dieser kehrte mit einer neuen Idee zurück, der Herstellung von Taschenrechnern. Neben diesen gab es auch Versuche mit LED-Digitalarmbanduhren, Schachcomputern (Chessmate) und Telespielen in der Nachfolge von Pong, allerdings ohne große Resonanz.
Commodore war zur Herstellung der Taschenrechner auf Texas Instruments angewiesen, die die Bauteile lieferten. Diese entschlossen sich aber 1975, den Markt für Taschenrechner direkt zu betreten und konnten aufgrund der Eigenproduktion der Bauteile das Endprodukt günstiger verkaufen, als Commodore die Bauteile einkaufen konnte.

### Die PETs

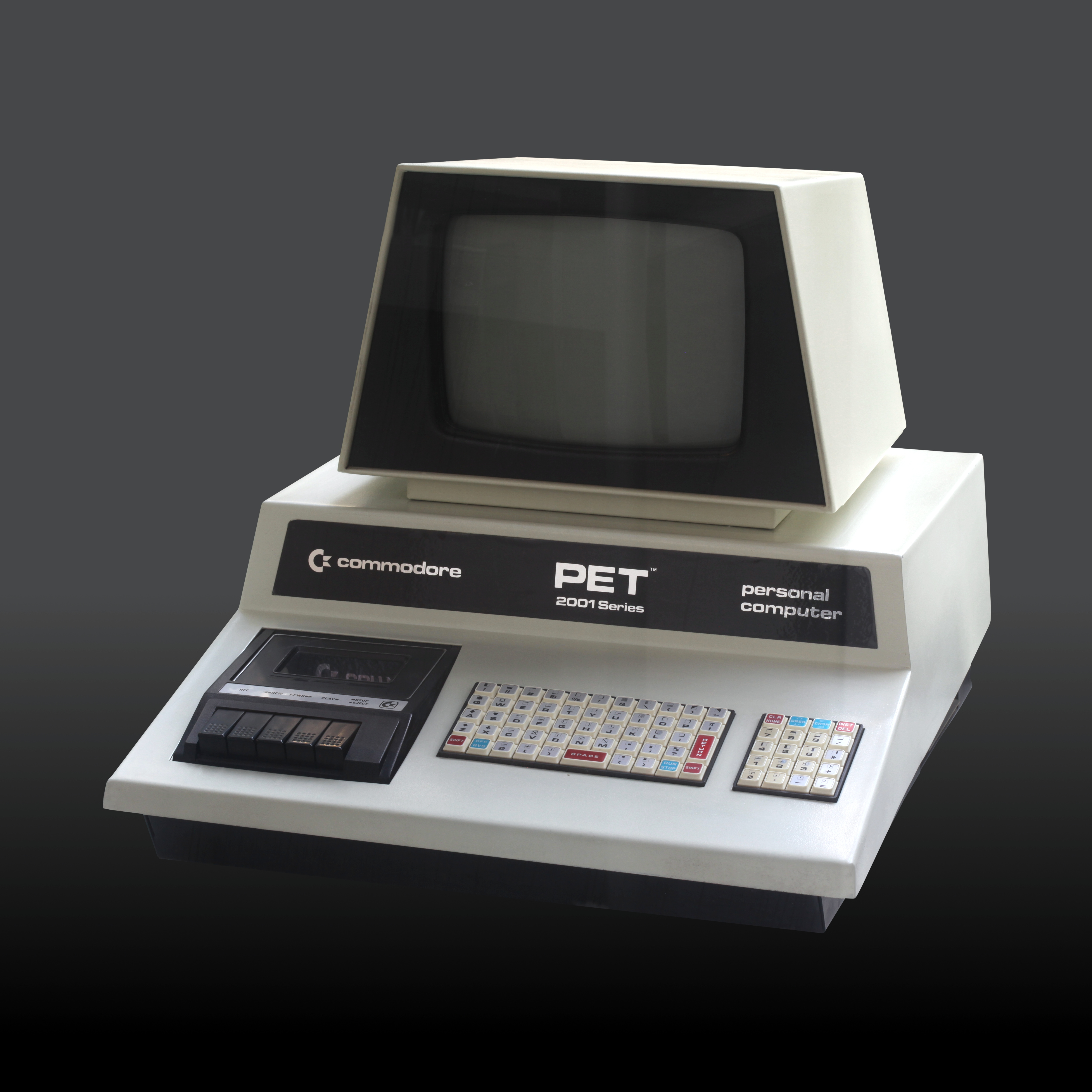
Commodore PET 2001

Um an einen günstigeren Lieferanten für Bauteile zu kommen, kaufte Commodore den Chiphersteller MOS Technologies auf. Dadurch kam einer der wichtigsten Ingenieure von MOS, Chuck Peddle, zu Commodore, wo er Chef der Entwicklung wurde. Peddle schaffte es, Tramiel davon zu überzeugen, sich dem Markt der Mikrocomputer zuzuwenden, und entwickelte den Commodore PET 2001 (Personal Electronic Transactor) – Commodores ersten Computer, der 1977 auf den Markt kam. Er war der erste Computer, der in Deutschland durch ein Großversandhaus angeboten wurde. Die Nachfolgemodelle vom CBM 3008 bis hin zum CBM 8296 waren die ersten Marktführer im professionellen Bereich in Deutschland und dominierten hier Anfang der 1980er Jahre die Bereiche Schule, Universität, Fertigungssteuerung und auch Büro.

### Internationalisierung

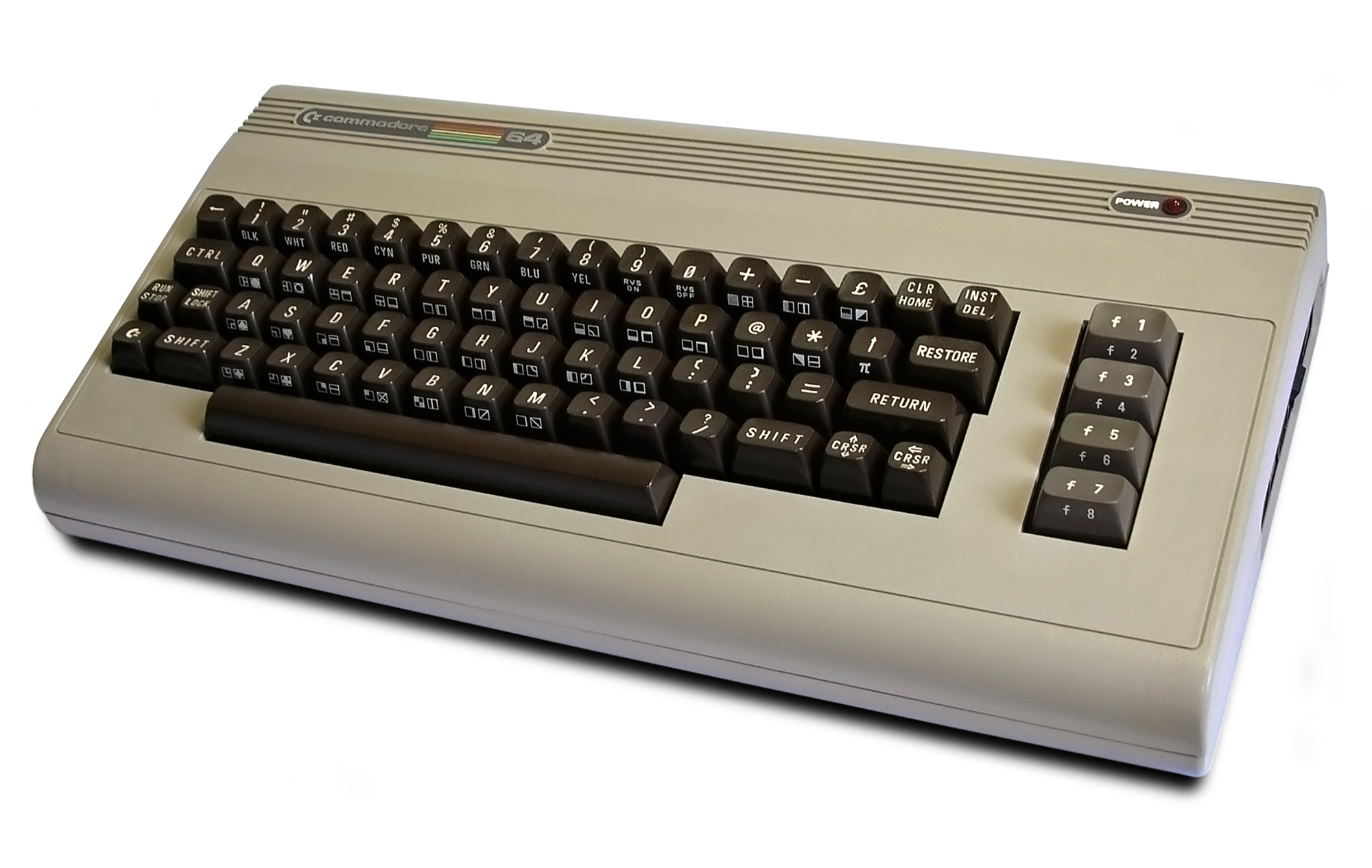
Commodore 64 im „Brotkasten“-Gehäuse

Die Expansion wurde durch Gründung diverser Tochtergesellschaften rund um die Welt konsolidiert. In Deutschland wurde dies die Commodore Büromaschinen GmbH als 100%ige Tochter, mit Sitz zunächst in Neu-Isenburg bei Frankfurt am Main, ab 15. März 1982 direkt in Frankfurt. In Braunschweig entstand ein  Werk (nur Endfertigung) mit eigener Entwicklungsabteilung und ein Auslieferungslager. Die Entwicklungsabteilung  in Braunschweig erwarb sich vor allem Kompetenz auf dem Gebiet der IBM-PC-kompatiblen Computer (Commodore PC-10 bis PC-70 sowie Amiga-Sidecar), arbeitete aber auch am Amiga 2000 (A-Board-Version) und Amiga 3000 (dessen Spezialchips) aktiv mit.
In Österreich gab es eine Niederlassung in Wien und in der Schweiz eine in Aesch bei Basel. Die deutsche und die britische Filiale (in London) waren in der Commodore-Welt die wichtigsten Umsatzbringer; gegen Ende von Commodore waren die Umsätze so verteilt, dass Deutschland, USA und UK je ca. 30 % beitrugen und die anderen Märkte den Rest.

### Die Heimcomputer VC 20 und C64
Der PET konnte sich hauptsächlich an US-Schulen durchsetzen, im Heimcomputermarkt versagte er aufgrund seiner Unterlegenheit gegenüber der Konkurrenz in den Bereichen Grafik und Sound. Um diesen Mangel zu beheben, wurde der VC 20 entwickelt, der mit seinem günstigen Preis auch im Heimcomputermarkt Marktanteile erringen konnte. Der ursprüngliche Name des Computers war „VIC“ (nach dem verwendeten Grafikchip); da die deutsche Aussprache jedoch zu zweideutig erschien, wurde der Name geändert. Commodore Deutschland erfand für den VC 20 nachträglich den Namen „Volks-Computer“.
Um sich auch das obere Marktsegment zu erschließen, wurde 1982 der Commodore 64 (C64) vorgestellt, der, obwohl zunächst teuer, rundum durch seine Grafik- und Musikfähigkeiten überzeugte. Um den Markt der Heimcomputer entbrannte nun ein großer Preiskampf, an dem außer Commodore auch die Unternehmen Texas Instruments, Atari, sowie eine Reihe japanischer Hersteller mit ihren MSX-Systemen beteiligt waren – somit praktisch alle Hersteller des Heimcomputer- und PC-Markts mit Ausnahme von Apple und IBM. Im Laufe der Jahre konnte Commodore über 22 Millionen Einheiten des C64 absetzen und schaffte es so, den Heimcomputermarkt zumindest in Deutschland zu dominieren und die Konkurrenten teilweise aus dem Markt zu drängen. 1989 lag der Anteil verkaufter Computer in Deutschland laut Presseangaben bei etwa 50 %. Zeitweise gab es in Deutschland in den 1980er Jahren spezielle Aktionen, bei denen C16/C116/plus4 im Discounter Aldi zu relativ günstigen Preisen verkauft wurden, später folgte auch das damalige Top-Modell C64 diesem Weg.
Dieser Preiskampf ging auch an Commodore nicht spurlos vorbei – die Finanzreserven drohten sich zu erschöpfen, und der Aufsichtsrat wollte aus dem zu hart umkämpften Marktsegment aussteigen. Als Konsequenz entbrannte innerhalb des Unternehmens ein Machtkampf, der erst endete, als Jack Tramiel 1984 das von ihm gegründete Unternehmen verließ und anschließend den ehemaligen Konkurrenten Atari aufkaufte.

### Commodore-PCs

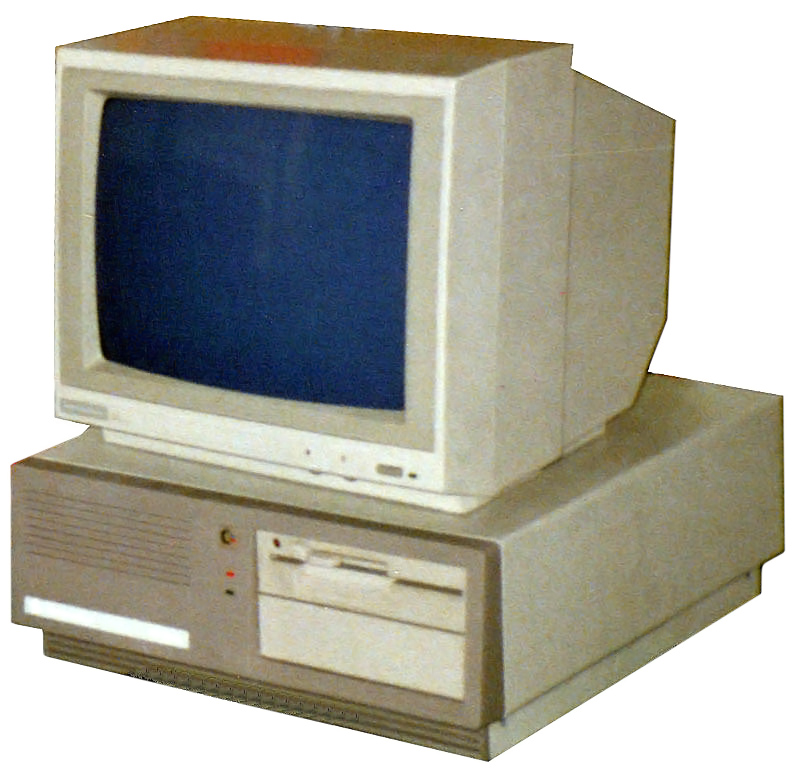
Commodore PC 20-III mit Monitor (1992)

Im Zuge der angestrebten Konsolidierung als Anbieter von Personal Computern für Anwendungen in Industrie, Handel und Ausbildung sah man auch bei Commodore, dass sich der von IBM definierte Standard für PCs durchsetzen würde. Man entwickelte daher aus eigener Kraft eine Familie kompatibler Rechner: zunächst den Commodore PC-10, gefolgt von weiteren Modellen dieser Reihe.
In der Anfangszeit Mitte der 1980er Jahre konnten die Commodore-PCs gut im Wettbewerb mithalten – man wechselte sich monatelang mit IBM in der Führungsposition der PC-Verkaufszahlen in Deutschland ab. Das war vor allem der hohen Qualität der Eigenentwicklung zu verdanken. Commodore-PCs hatten den Ruf, bei Folgemodellen „kompatibler als IBM“ selbst zu sein, außerdem galten sie als besonders robust.
In den Folgejahren stieg der Aufwand dieser Entwicklungen jedoch so an, dass zunächst Entwicklungen extern in Auftrag gegeben wurden und schließlich (frühe 1990er Jahre) ganze Rechner aus Südostasien zugekauft wurden. Damit sanken auch die Erträge.
Die Marktsituation für professionelle Mikrorechner (ohne Heimcomputer wie VC 20) Ende 1983:
| Anbieter        | Ausgelieferte Einheiten | Lieferanteile in Prozent |
| --------------- | ----------------------- | ------------------------ |
| Commodore       | 14.500                  | 17,0                     |
| Apple           | 12.000                  | 14,0                     |
| IBM             | 09.700                  | 11,5                     |
| Hewlett Packard | 07.100                  | 08,5                     |

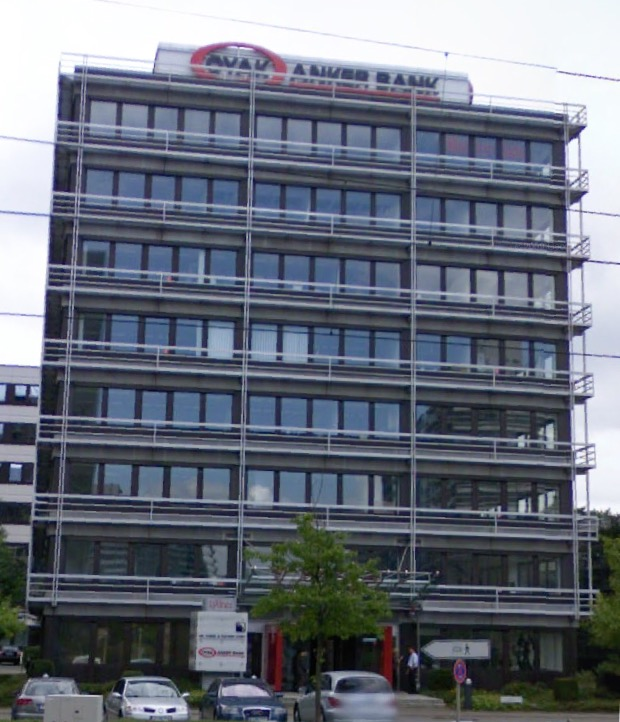
Altes Commodore-International-Gebäude in Frankfurt-Niederrad (2015)

Marktpositionen der sechs wichtigsten Anbieter von professionellen Mikros per Ende 1983:
| Rang | Anbieter        | Umsatz-Marktanteil in Prozent |
| ---- | --------------- | ----------------------------- |
| 1    | Commodore       | 25,0                          |
| 2    | Apple           | 16,5                          |
| 3    | Hewlett Packard | 11,0                          |
| 4    | Tandy           | 08,5                          |
| 5    | Triumph Adler   | 05,0                          |
| 6    | IBM             | 04,5                          |

### Der Amiga
Commodore benötigte dringend ein neues Produkt. Die C64-Nachfolgeprojekte wie der Plus/4 oder der C128 erwiesen sich nicht als so erfolgreich wie erwünscht, einige andere Projekte und Studien wie der C65 erblickten niemals offiziell das Licht der Öffentlichkeit. Auch unter dem C64 angesiedelte Rechner, wie der C16 oder der C116, verkauften sich nur sehr schlecht, da der Trend zu leistungsfähigeren Rechnern statt zu kleineren und preiswerteren führte. Commodore kaufte daher eine Neuentwicklung einer Reihe ehemaliger Atari-Angestellter auf – den Amiga-Computer – und brachte ihn im Frühjahr 1986 zu einem Preis von etwa 1.500 US-Dollar auf den Markt. Es handelte sich hier um den Amiga 1000, der eher als Bürocomputer gedacht war.

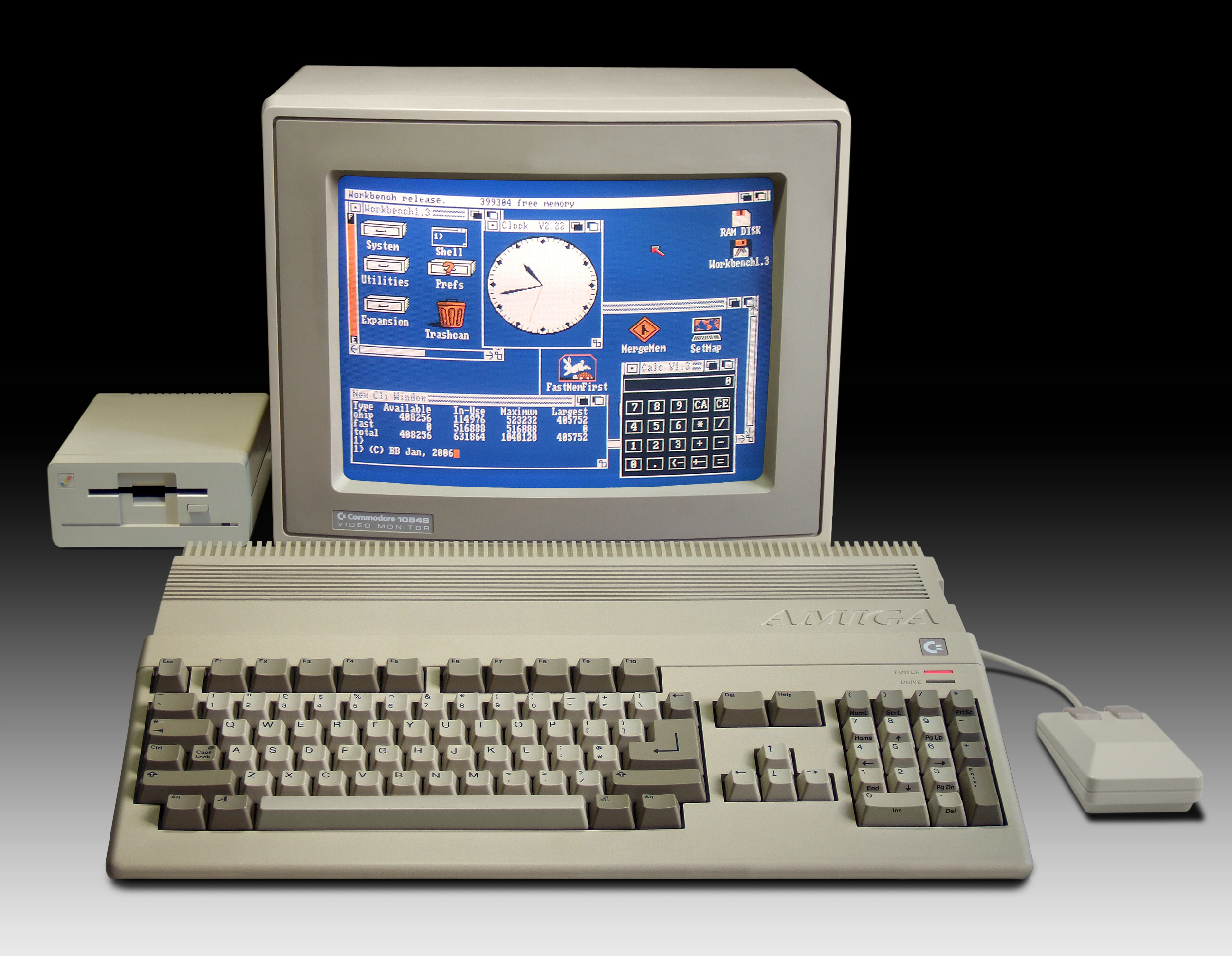
Amiga 500

Tramiels Atari Corporation war allerdings schneller und konnte bereits 1985 den in etwa vergleichbaren Atari ST für etwa 800 US-Dollar auf den Markt bringen. Wieder entbrannte ein erbitterter Kampf zwischen Atari und Commodore um die Vorherrschaft am Markt, der schließlich 1987 durch die Veröffentlichung des Amiga 500 durch Commodore entschieden wurde.
Den Unternehmensmarkt teilten sich inzwischen Apple und IBM. Commodore fand sich trotz seiner technischen Überlegenheit plötzlich isoliert. Zwar hatte man zu jeder Zeit professionelle Rechner im Sortiment, doch ließen sich diese nur schwer bei der Zielgruppe „Business-Anwender“ vermarkten: So entwickelte Commodore die „große“ Reihe des ursprünglichen Amiga 1000 über den aufgrund seiner Erweiterbarkeit in Filmstudios erfolgreichen A2000, den fortschrittlichen A3000, dessen Grafikfähigkeit jedoch nur gering erweitert wurde, bis hin zum A4000, der jedoch sehr spät erschien, ohne dass diese größere Verbreitung in Büros fanden. Zu sehr haftete dem Produkt das Prädikat „Spielerechner“ an.
Das Marketing von Commodore zu dieser Zeit gilt allgemein als schlecht, und Commodore stürzte sich immer wieder anscheinend konzeptlos in Abenteuer, wie eine eigene IBM-kompatible Baureihe (die zunächst sehr erfolgreich war, später aber angeblich die Gewinne des Amigas aufbrauchte) oder die Veröffentlichung von Techniken, für die es auf Jahre hinaus noch keinen Bedarf geben würde, so z. B. das CD-ROM-basierte Home-Entertainment-System CDTV auf Basis des Amiga 500 (oder den späteren 32-Bit-Nachfolger CD³² auf Basis des Amiga 1200) und in lockerer Anlehnung an Philips’ CD-i, während man gleichzeitig die beiden großen bestehenden Linien, den C64 und den Amiga, nicht konsequent genug weiterentwickelte, um mit der rapide zunehmenden Entwicklungsgeschwindigkeit der IBM-kompatiblen PCs ab den 1990ern mitzuhalten.
Als sich das Ende abzuzeichnen begann, wurden Pläne entwickelt, sich komplett auf den durch die bessere Organisation der Tochterunternehmen erfolgreicheren europäischen Markt zu konzentrieren und den US-Markt zu verlassen. Diese wurden jedoch nie umgesetzt.

### Das Ende
Im Frühjahr 1994 begannen die ersten Tochterunternehmen, wie z. B. Commodore Australien, ihren Betrieb einzustellen. Am 29. April 1994 beantragte die Commodore International Limited, das mittlerweile auf den Bahamas angesiedelte Mutterunternehmen, offiziell die Liquidation.
Dazu gibt es ein Video namens The Deathbed Vigil and other Tales of Digital Angst, das die letzten Tage von Commodore aus Sicht des Hardware-Entwicklers Dave Haynie zeigt. In diesem Video wird unter anderem ein AAA-Prototyp gezeigt, dessen Entwicklung bereits 1993 eingestellt wurde.
Zuletzt überlebten nur noch Commodore Deutschland und Commodore UK, beides profitable Unternehmen. Der deutsche Ableger wurde schließlich durch die Muttergesellschaft mit in den Untergang gerissen, während das britische Unternehmen in letzter Minute versuchte, durch einen Aufkauf der Muttergesellschaft, und damit der Rechte am Amiga, das Ende zu verhindern. Die finanziellen Reserven von Commodore UK reichten dafür allerdings nicht aus – sie wurden durch den zeitweise zweiterfolgreichsten deutschen PC-Hersteller ESCOM überboten, der Commodore schließlich für 14 Millionen US-Dollar aufkaufte.
Bei ESCOM trennte man die beiden Marken Commodore und Amiga und lagerte das Amiga-Geschäft in das neue Unternehmen Amiga Technologies aus, während man die in Deutschland sehr angesehene Marke Commodore verwendete, um PCs und PC-Zubehör zu verkaufen.
ESCOM, das zunächst hauptsächlich an der Marke Commodore interessiert war, versprach, die Amiga-Plattform weiterzuführen und neue Produkte zu veröffentlichen, hatte aber letztendlich nicht die nötigen finanziellen Reserven, um das auch durchzuführen. 1996 kam so auch das Ende für ESCOM.
Im September 1997 gingen sämtliche Markenrechte an der Marke Commodore an die Tulip Computers NV über. Tulip nutzte den Markennamen, um unter anderem Telefone, MP3-Player und den C64 DTV zu vermarkten.

### Commodore International Corporation und C= Holdings
Tulip verkaufte im Dezember 2004 die gesamten Rechte der Marke Commodore an das Unternehmen Yeahronimo Media Ventures. Der Deal lief über 24 Millionen Euro. Die Yeahronimo Media Ventures nannte sich mit Wirkung zum 6. Oktober 2005 in Commodore International Corporation (CIC) um. Am 27. November 2005 wurde bekannt, dass die Commodore International Corporation ein 18 Millionen Euro schweres Joint Venture mit The Content Factory eingegangen ist, um auf den Spielemarkt vorstoßen zu können. Das Joint Venture wurde unter dem Firmennamen Commodore Gaming B.V eingetragen. Ziel war es, Spiele unter dem Namen Commodore anzubieten. Die CIC hielt 49 % der Aktien an der Commodore Gaming.
Auf der CeBIT 2007 war Commodore International Corporation mit einem Stand vertreten, auf dem u. a. ein neuartiger Mediaplayer mit einem auf der Geräterückseite befindlichen, „blind“ bedienbaren Steuerpanel gezeigt wurde. Zusammen mit der Commodore International Corporation war auch die Commodore Gaming vertreten und präsentierte dort unter anderem High-End-Spiele-PCs, auf denen ein C64-Emulator sowie 50 C64-Spiele vorinstalliert waren.
Die CIC-Tochterfirma Commodore International B.V. (später C= Holdings) meldete 2008 Insolvenz an. Das Insolvenzverfahren wurde am 29. April 2008 vom Gericht in Hertogenbosch für ungültig erklärt. 2009 benannte sich Commodore International Corporation in Reunite Investments um. 2010 wurde das Unternehmen Commodore Licensing B.V von Asiarim gegründet, um den Markennamen zu sublizenzieren. 2013 kam es zwischen der C= Holdings und der Asiarim zu einem Rechtsstreit über den Markennamen Commodore, welchen die C= Holdings gewann. Die C= Holdings verkaufte 2014 den Markennamen an den derzeitigen Rechteinhaber Polabe Holding N.V., welche die Lizenzen am Markennamen Commodore seit November 2015 verwaltet.

### Commodore USA
Im August 2010 veröffentlichte das in Florida ansässige Start-up-Unternehmen Commodore USA die Nachricht, weltweite Lizenzen für den Markennamen Commodore erworben zu haben, auch Namensrechte für den C64 und Amiga wurden erworben. Im Dezember 2010 wurde ein Commodore 64 genanntes PC-System im C64-Brotkasten-Retro-Gehäuse angekündigt (später als Commodore 64x vermarktet). Basis war ein Mainboard mit einem Intel Atom D525 DualCore-Chip, nVidia ION2-Grafik, USB-Ports, Kartenleser sowie optional DVD- oder BluRay-Laufwerk. Das Linux-basierte Betriebssystem Commodore OS 1.0 erschien zu einem späteren Zeitpunkt; bis zur Verfügbarkeit von Commodore OS wurde der Rechner mit Ubuntu 10.10 ausgeliefert. Als zweites Neugerät wurde ein Rechner mit dem Namen VIC-Slim vorgestellt, bei dem die gesamte Technik in einem Gehäuse mit der Größe einer Standardtastatur untergebracht ist. Ebenfalls angekündigt wurde eine neue Reihe von Amiga-Computern.
Am 22. März 2012 begann der Verkaufsstart des neuen Amiga Mini, der einen Intel-Sandy-Bridge i7 3,5 GHz-Prozessor, 16 GB RAM und eine GeForce GT 431 besitzt. Auch hier diente die Linux-Distribution Commodore OS als Betriebssystem.
Im Dezember 2012 starb der Firmengründer Barry S. Altman. Ab Januar 2013 wurden keine Bestellungen mehr angenommen. Die Website und das Forum des Unternehmens sind seit April 2013 nicht mehr erreichbar. Ende 2013 erklärte ein US-Gericht die Lizenz für ungültig – C= Holdings war der wahre Markeninhaber.

### Commodore Business Machines Limited
Im März 2015 reichten die italienischen Unternehmer Massimo Canigiani und Carlo Scattolini den Namen Commodore Business Machines Limited in Großbritannien für 38 Länder beim Amt der Europäischen Union für Geistiges Eigentum ein. Zweck des Unternehmens ist die Vermarktung von Smartphones. Unter dem Namen PET ist seit Juli 2015 das erste Android-Gerät von Commodore bestellbar. Im August 2015 kam es zwischen Commodore Business Machines Limited und der C= Holdings zu einem Rechtsstreit wegen des Markennamens. C= Holdings warf der Commodore Business Machines Limited vor, unrechtmäßig die Marke Commodore zu nutzen, da die C= Holdings der Commodore Business Machines Limited keine Rechte an der Nutzung des Markennamens Commodore erteilt hatte. Die C= Holdings war bereit, vor Gericht zu gehen. Commodore Business Machines startete seit 2015 mehrere Versuche, den Markennamen zu registrieren. Der erste Antrag vom April 2015 scheiterte 2016 durch einen Einspruch der C= Holdings. Derzeit läuft ein zweiter Versuch, die Marke zu registrieren, dieses Mal unter dem Kürzel CBM. Hier haben sowohl die C= Holdings als auch die Polabe Holding Einspruch erhoben. Das Verfahren läuft noch. Obwohl die Commodore Business Machines Limited keinen Rechtsanspruch auf Nutzung des Markennamens Commodore hat, verwendet sie ihn weiterhin. So werden seit 2016 unter dem Markennamen Commodore nach wie vor Smartphones angeboten. Mit dem Commodore LEO wird inzwischen ein zweites Smartphone-Modell angeboten.

### Commodore-Lizenz bei individual Computers
Am 31. August 2016 wurde bekannt, dass individual Computers eine weltweite Lizenz für den Markennamen Commodore von dem aktuellen Rechteinhaber Polabe Holding N.V. erworben hat. individual Computers ist ein deutsches Unternehmen, das sich auf Retro-Hardware, insbesondere für den Amiga und den C64, spezialisiert hat. Mit der Lizenz will individual Computers neue C64-Gehäuse herausbringen, die mit der originalen C64C-Gehäuse-Schablone gepresst werden. Außer für die Gehäuse nutzt individual Computers die Lizenz auch für die Vermarktung des C64 reloaded MK2 und zukünftiger Hardware.

### Wiederbelebung der Marke
Im Frühjahr 2025 beantragte der britische Schauspieler und YouTuber Christian Simpson, der unter dem Pseudonym "Perifractic" den Kanal "RetroRecipes" betreibt, eine Lizenz bei Commodore BV, dem bisherig letzten Rechteinhaber der Marke Commodore und 47 weiterer Warenzeichen, um eigene Produkte unter dem Namen Commodore verkaufen zu dürfen, worauf Commodore ihm mit einer Zusage und einem Kaufangebot für die ganze Firma antwortete. Am 28. Juni 2025 bestätigte Perifractic den erfolgten Kauf des Unternehmens sowie das Vorhaben, an Dritte zu lizenzieren und auch eigene Produkte unter der Marke herauszubringen. Die Übernahme des Unternehmens erfolgte in Form von Aktienkauf, ein genauer Preis wurde dabei nicht veröffentlicht, aber die Transaktion soll im niedrigen siebenstelligen Bereich liegen.

## Umsätze und Verkaufszahlen
| Geschäftsjahr | Umsatz | Quelle                       |
| ------------- | ------ | ---------------------------- |
| 1980/81       | 0187,0 | Computerwoche 40, 01.10.1982 |
| 1981/82       | 0304,5 | Computerwoche 40, 01.10.1982 |
| 1982/83       | 0681,2 | Computerwoche 37, 09.09.1983 |
| 1983/84       | 1270,0 | Computerwoche 51, 14.12.1984 |
| 1984/85       | 0883,1 | Computerwoche 40, 04.10.1985 |
| 1985/86       | 0889,3 | Computerwoche 35, 29.08.1986 |
| 1986/87       | 0807,7 | 64’er 12/1987, S. 12         |
| 1987/88       | 0871,0 | 64’er 12/1988, S. 11         |
| 1988/89       | 0939,7 | Computerwoche 33, 17.08.1990 |
| 1989/90       | 0887,3 | Computerwoche 33, 17.08.1990 |
| 1990/91       | 1050,0 | Computerwoche 33, 16.08.1991 |
| 1991/92       | 0911,0 | Computerwoche 36, 04.09.1992 |

Das Geschäftsjahr lief jeweils vom 1. Juli bis zum 30. Juni des Folgejahres.
| Produkt        | Stückzahl | Verkaufsstart |
| -------------- | --------- | ------------- |
| Amiga CD32     | 25.000    | 01.09.1993    |
| Amiga CDTV     | 25.800    | 01.03.1991    |
| Amiga 500      | 1.081.000 | 01.10.1987    |
| Amiga 500+     | 79.500    | 01.12.1991    |
| Amiga 600      | 193.000   | 01.03.1992    |
| Amiga 1000     | 27.500    | 01.09.1985    |
| Amiga 1200     | 95.500    | 01.10.1992    |
| Amiga 2000     | 124.500   | 01.03.1987    |
| Amiga 3000     | 8.300     | 01.06.1990    |
| Amiga 4000/030 | 7.500     | 01.04.1993    |
| Amiga 4000/040 | 3.800     | 01.10.1992    |
| Summe          | 1.671.400 |               |
| C 128          | 284.300   | 01.01.1985    |
| C 16/C116      | 286.500   | 01.06.1984    |
| C 64           | 3.050.000 | 01.08.1982    |
| Summe          | 3.620.800 |               |
| Gesamtsumme    | 5.292.200 |               |

Hier sind einige ältere Produkte wie VC 20 und CBM schon nicht mehr mit berücksichtigt, die auch noch in Stückzahlen jenseits der 100.000 verkauft wurden.

## The Deathbed Vigil
The Deathbed Vigil and other Tales of Digital Angst ist der Titel eines Videos, das von Dave Haynie während der letzten Tage vor der Pleite von Commodore International 1994 in der Konzernzentrale in West Chester (Pennsylvania) aufgenommen wurde. Es zeigt neben den leeren Lager- und Fabrikhallen auch die Büros und Werkstätten, in denen der legendäre Amiga-Computer hergestellt wurde. Außerdem sind einige der Hard- und Software-Entwickler zu sehen, wie sie ihre Büros räumen oder sich mit Galgenhumor unterhalten.
Danach sieht man die letzte „Layoff Party“, mit der die verbliebenen Commodore-Mitarbeiter am Tag der Insolvenz ihren eigenen Rauswurf feiern.
Zwischen den Szenen beschreibt Dave Haynie die Ereignisse und Fehlentscheidungen, die seiner Meinung nach zum Zusammenbruch von Commodore führten.
The Deathbed Vigil ist in Deutschland bei Individual Computers auf DVD erhältlich oder zusammen mit anderen Interviews auf der Amiga Forever DVD-Edition bzw. Amiga Forever Premium Edition von Cloanto.

## Verschiedenes
- Von 1984 bis 1989 war Commodore Hauptsponsor des FC Bayern München. Das Engagement, das dem Bundesligisten und seit 1986 Rekordmeister am Ende 2,5 Millionen D-Mark jährlich einbrachte, wurde aufgrund des Erfolgs der Werbemaßnahme eingestellt, da der Bekanntheitsgrad des Unternehmens von 31 % (1984) auf 92 % (1989) gesteigert worden war – Nachfolger wurde der Autohersteller Opel, der doppelt so viel zahlte.[32]
- Ab seinem Karriereende 1987 war der vormalige Bayern-Stürmer Dieter Hoeneß für das Sportmarketing von Commodore (inklusive der oben genannten Entscheidung zum Ausstieg beim FC Bayern München) verantwortlich, ehe er im Frühjahr 1990 als Manager des VfB Stuttgart in den Fußballbereich zurückkehrte. Commodore-Werk, Carl-Giesecke-Straße 2–5, Braunschweig (2018)

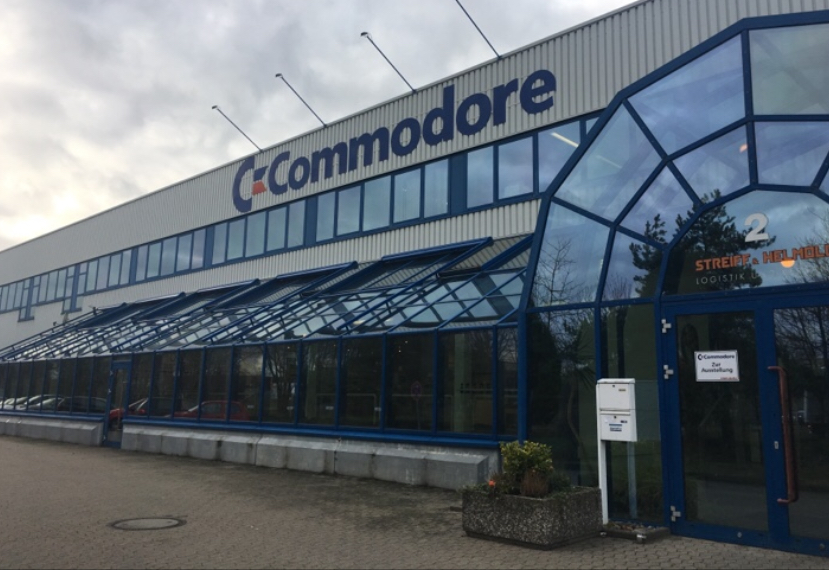
Commodore-Werk, Carl-Giesecke-Straße 2–5, Braunschweig (2018)

- Im Februar 2017 wurde in der Werkskantine des ehemaligen Commodore-Werks in Braunschweig eine Commodore-Ausstellung mit ca. 250 Exponaten eröffnet. Sie erinnert daran, dass Braunschweig von 1980 bis 1993 der Haupt-Produktionsstandort von Commodore in Europa mit bis zu 2000 Beschäftigten war, wobei es sich in Braunschweig überwiegend nur um die Endmontage der fertigen Computerteile und die Verpackung der Computer handelte. Nur wenige Produkte wurden auch in Braunschweig entwickelt. Heute ist das Werksgelände Braunschweig im Besitz des Verpackungsdienstleisters Streiff & Helmold, welcher es nach dem Untergang Commodores aufgekauft hatte. Bei dem Gelände handelt es sich um eine Anfang der 1990er Jahre neu errichtete Fabrik,[33] die bis auf die Assemblierung weniger letzter Amigas allerdings durch Commodore nicht mehr voll genutzt werden konnte. Streiff & Helmold war damals auch verantwortlich für die Produktion der Verpackung der Commodore-Produkte am europäischen Markt.[34] Neben der Verpackung hat Streiff & Helmold auch elektronische Komponenten für Commodore bis hin zum C64 selbst zusammengebaut, auch wurden Reparaturen an defekten C64-Modellen vorgenommen.[35]